# والر ژرمن
والر ژرمن (فرانسوی: Valère Germain‎؛ زادهٔ ۱۷ آوریل ۱۹۹۰) بازیکن فوتبال اهل فرانسه است.
از باشگاه‌هایی که در آن بازی کرده‌است می‌توان به موناکو، نیس و مارسی اشاره کرد.